# Expatriate (Band)
Expatriate ist eine Indie-Rock-Band aus Australien. Die Band wurde 2005 in Sydney gegründet und besteht derzeit aus Sänger Ben King, Schlagzeuger Cristo, Keyboarder Damian Press und Bassist David Molland.
Expatriate hat bisher zwei Studioalben und zwei EPs veröffentlicht, wobei das erste Album auf Platz 38 der ARIA-Charts rangierte. Der Name leitet sich von dem ab, was die Band als „gemeinsame Themen, die das Leben eines jeden Mitglieds durchziehen“ beschreibt.

## Geschichte
Frontmann Ben King wuchs als Expatriate auf und zog zwischen Australien und der indonesischen Hauptstadt Jakarta um, wo er eine internationale High School mit Klassenkameraden aus aller Welt besuchte. Die Studenten tauschten Kassetten und waren gegen den politischen Hintergrund der Orde-Baru-Verwaltung von Präsident Suharto. King kehrte mit seiner Familie als Teenager nach Australien zurück und studierte Politik an der Universität Sydney, bevor er sich entschied, sich auf Musik zu konzentrieren.
Der Schlagzeuger und Perkussionist Cristo war der Sohn griechischer Immigranten und hörte auf dem Transistorradio seines Vaters den griechischen Underground Rembetiko – eine Art Volksmusik, die aus der erzwungenen Einwanderung von zwei Millionen griechischen Flüchtlingen aus Anatolien nach dem türkischen Befreiungskrieg stammt. Cristo und King trafen sich im Hotel Annandale in Sydney, wo sie die Ähnlichkeit ihrer musikalischen Vorlieben und Lebenserfahrungen entdeckten. Zusammen mit Cristos Mitbewohner Damian Press, einem Keyboarder und Sounddesigner mit einer Vorliebe für atmosphärische Musik, entschieden sich die Musiker für den Namen Expatriate.

### Lovers le Strange
Sie nahmen ihre Debüt-Fünf-Track-EP mit dem Titel Lovers le Strange in den Ginsberg Studios in Petersham auf, wo Press als Produzent und Toningenieur arbeitete. Sie wurde im Oktober 2005 veröffentlicht. Die EP-Singles The Spaces Between (2005) und Killer Kat (2006) wurden vom australischen Radiosender Triple J gespielt. Dies führte zu nationalen Tourneen und einem Auftritt beim australischen Homebake-Festival 2005 und im Februar 2006 war ihre erste Headliner-Nationaltour ausverkauft. Auftritte in London, Toronto, New York City, Los Angeles und Austin machten Jim Kerr auf sie aufmerksam, der die Band persönlich einlud, die Simple Minds auf der australischen Etappe ihrer Welttournee im Mai zu unterstützen.

### In the Midst of This
Im Juli und August 2006 begaben sich Expatriate in die Robert Lang Studios in Seattle, um ihr Debütalbum In the Midst of This mit Produzent John Goodmanson (Death Cab for Cutie, Blonde Redhead, Wu-Tang Clan, Hot Hot Heat) aufzunehmen und zu koproduzieren. Die Band war daran interessiert, mit Goodmanson zusammenzuarbeiten, "um die Rohheit ihrer Live-Shows einzufangen". Bassist Dave Molland trat der Band im September 2006 bei, nachdem die Album-Sessions abgeschlossen waren und sie tourten durch Los Angeles und London, bevor sie für eine siebenwöchige nationale Tournee mit Something for Kate nach Australien zurückkehrten.
Expatriates EP Play a Part wurde im Februar 2007 veröffentlicht, In the Midst of This folgte im April. Die LP debütierte auf Platz 38 der Australian Recording Industry Association (ARIA) Charts.

### Hyper/Hearts
Die Band veröffentlichte ihr zweites Studioalbum am 6. Juli 2012.

## Diskografie
Alben
- 2007: In the Midst of This (Dew Process)
- 2012: Hyper / Hearts (Dew Process / Universal Music)

EPs
- 2005: Lovers Le Strange (Dew Process / Universal Music)
- 2007: Play a Part (Dew Process / Universal Music)
- 2009: Home (PIAS)

Singles
- 2007: Crazy (Dew Process)
- 2007: Play a Part (Dew Process / Universal Music)
- 2010: Blackbird
- 2010: Missing (Dew Process)